# Тушкан Павло Федорович
Павло Федорович Тушкан (29 червня 1867, с. Богучар, Воронезька губернія — 27 лютого 1942, Харків, Україна) — член Української Центральної Ради . Український агроном, педагог, активіст відродженої 1917 «Просвіти».

## Життєпис

Павло Тушкан з дружиною Юлією.

Тушкан походив з багатодітної селянської родини. Закінчив двокласне міністерське училище і Воронезьке реальне училище (в останньому вчився на власні кошти, які заробляв репетиторством). Із одинадцяти братів і сестер лише йому вдалося здобути вищу освіту — у 1895 закінчив Петрово-Розумовську сільськогосподарську академію в Москві (нині Московська сільськогосподарська академія імені К. А. Тимірязєва) зі ступенем кандидата сільськогосподарських наук.
Павло Тушкан здобув дворянський титул та звання статського радника. Після закінчення Петровської Академії йому запропонували посаду керуючого маєтком Великого Князя, але Павло відмовився, бо вирішив займатися наукою. Його наукова діяльність в галузі агрономії розпочалася у 1893 році і тривала все життя. 
1898 — вчений секретар Полтавської сільськогосподарської дослідної станції. 
У 1899—1910 роках — керуючий Верхньодніпровської нижчої сільськогосподарської школи 1-го розряду (нині — Ерастівський фаховий коледж імені Е. К. Бродського Дніпропетровського державного аграрного університету) і завідувач сільськогосподарської дослідної станції Катеринославського Губернського Земства при ній у селі [[Ерастівка] Верхньодніпровського повіту (нині селище Вишневе, Кам'янського району).
Після реорганізації училища — у 1911 — 1918 Тушкан — директор Верхньодніпровського середнього сільськогосподарського училища. 
Протягом 1917—1918 років — член Української Центральної Ради від Катеринославської губернії, працює в урядових структурах УНР.
У 1918—1919 роках — агроном на Полтавщині, у 1920—1922 роках — викладач географії і політграмоти в середній школі міста Судак (Крим). У 1922—1923 роках — доцент Київського ветеринарно-зоотехнічного інституту та викладач політехнічного інституту. 
У 1923—1928 роках — завідувач секції землеробства наукового комітету при Наркомземі УРСР і консультант методичної комісії Наркомпросу в Харкові. У 1920-х роках П. Ф. Тушкан очолював підсекцію шкільної сільськогосподарської освіти й секцію рільництва Наркомзему.
У 1926 році в Харкові (видавництво «Радянський селянин») вийшов довідник Тушкана «Як господарювати в степу». 
У 1928—1935 роках — завідувач кафедрою загального землеробства Полтавського сільськогосподарського інституту (нині — Полтавський державний аграрний університет), одержав звання професора.
У 1934—1936 роках П. Ф. Тушкан — старший науковий фахівець Всеукраїнської академії сільськогосподарських наук.

### Переведення до Харкова
Після ліквідації Всеукраїнської академії сільського господарства переведений як старший науковий співробітник до Харкова в Український Науково-Дослідний Інститут Тваринництва степових районів (нині — Інститут тваринництва степових районів імені Михайла Іванова «Асканія-Нова»), де працював у квітні 1935—травні 1936 року. 
У 1936—1941 роках — персональний пенсіонер, у вересні 1936 року прикомандирований понад штат до Українського інституту соціалістичного землеробства для роботи за науковою темою «Посухи і їх вплив на врожай в СРСР».
У Харкові у 1930-х році завершує роботу над працею «Сільськогосподарські посухи і їх вивчення», але не встиг її опублікувати. 

Павло Тушкан з дітьми Оксаною, Георгієм та Єлизаветою. Бл. 1912 р.

У 1901 Тушкан одружився з дочкою викладача Полтавської гімназії Юлією Бровко (померла 1939), випускницею Петербурзької консерваторії. Вони виховали трьох дітей — Єлизавету, Георгія і Оксану. Дочка Тушкана Оксана Павлівна закінчила Дніпропетровський гірничий інститут, її діти — Юрій і Олег Покальчуки — відомі українські літератори.
Є відомості, що Тушкан був учасником свята Котляревського 1903 року у Полтаві, делегатом XIII археологічного з’їзду 1905 у Катеринославі. 

### Життя і діяльність в Ерастівці, започаткування сільськогосподарської школи

Павло Тушкан з дружиною Юлією і дітьми Георгієм, Єлизаветою і Оксаною.jpg

Тушкан працював директором Верхньодніпровської нижчої сільськогосподарської школи першого розряду та сільськогосподарської станції. Верхньодніпровська сільськогосподарська школа губернського земства відкрита 7 листопада 1899 року на земельній ділянці, частину якої пожертвував землевласник Ераст Костянтинович Бродський, а частину відведено для потреб школи з казенної чиншової статті. У школі, крім загальноосвітніх і спеціальних предметів, викладалося практичне землеробство з коротким курсом садівництва, городництва та скотарства, а також ремесла: теслярське, ковальське і слюсарне.
Мешкаючи в Ерастівці, Тушкан був добре знайомий з професором Дмитром Яворницьким, з яким вони покумалися. Збереглося понад три десятки листів його до Яворницького за період 1906—1936 років. За спогадами сина Тушкана письменника Георгія (Юрія) Тушкана (1906—1965), батькові довелося відвідати багато поміщицьких маєтків, щоб вибрати підхоже місце для сільськогосподарської школи. Свої враження від зустрічей із землевласниками Тушкан переповідав Д. Яворницькому і той описав їх у своїй повісті «Поміж панами» (1911).
Щоб зрозуміти питому вагу і значення організації в Ерастівці нижчої сільськогосподарської школи і дослідної станції при ній, звернемося до таких цифр з книги «Агрономическая помощь России» (видання департаменту землеробства, 1914). Отже, перша дослідна станція організована у Франції в 1835, в США у 1875, в Російській імперії — в 1864 при Ризькому політехнічному інституті і в 1877 при Петрово-Розумовській сільськогосподарської академії. У всій Російській імперії в 1894 було 50 нижчих сільськогосподарських шкіл, з них — з навчанням рослинництву і тваринництву 26, середніх сільськогосподарської училищ в Російській імперії у 1864 році було лише 7. Тим-то зрозуміле значення створеної у 1899 році в Ерастівці єдиної на всю губернію сільськогосподарської школи з дослідною станцією при ній. В перші роки існування школа знаходилася за 40 км від залізниці (станція Божедарівка), а коли провели залізничну колію в 2,5 км від школи зі станцією Ерастівка, і село стало називатися Ерастівкою (на честь місцевого землевласника Ераста Бродського). Енергійний і вимогливий директор школи, а згодом училища Тушкан доклав чимало зусиль для створення всіх умов повнокровного функціонування в степу навчального закладу. Ось що згадувала донька Тушкана — Єлизавета: 

«Наша родина жила в Ерастівці в 1901 — 1919, а тато працював там з 1899. У 1901, коли мама приїхала до Ерастівки, це був степ в 40 км від залізниці і в степу стояло три будинки — двоповерховий навчальний корпус і два житлових будинки. В одному з них жила наша родина. Великий цегляний будинок з великими шістьма кімнатами, верандою. Навколо — ніякої медичної допомоги. Пізніше до нас приїздив лікар, який жив за 12 км. Думаю, що наше (всіх дітей Тушкана) народження в Полтаві можна пояснити відсутністю лікарів в Ерастівці. Напевне, тому мама їхала народжувати нас до своїх родичів у Полтаву. Хрещеним батьком брата Юрка завжди вважався академік Дмитро Яворницький, директор Дніпропетровського музею. Він у нас бував і завжди кликав Юрка хресником».

Як повідомляє онук Тушкана письменник Юрій Покальчук, родина Тушканів була заприязнена з письменником В. Короленком, який від 1900 року мешкав у Полтаві. Тушкан завжди відвідував його, коли бував у Полтаві: 

«Короленко жив неподалік і Юлія Платонівна час від часу передавала йому якісь обіди чи пироги. Моя мама Оксана, найменша, мала їх відносити».

У 1911 році Ерастівську сільськогосподарську станцію реорганізували в училище. На 1912 рік в Російській імперії таких середніх сільськогосподарських училищ було лише 15. На час реорганізації нижчої школи в середню на території училища, оточеного зеленню, вже було 18 будівель (без господарських), в тому числі новий навчальний корпус — збережений до нашого часу триповерховий будинок з просторими аудиторіями і залами та гуртожитком для учнів. У старому двоповерховому навчальному корпусі розташовувалися лабораторії, обладнані закордонною апаратурою і хімікатами.
Училище, за спогадами дочки Єлизавети, мало велике господарство, рослинницьке і тваринницьке, а також дослідну станцію, дуже велику і багату бібліотеку. Проіснувало училище до 1921 року, коли стало називатися інститутом. У 1923 році обладнання, лабораторії і бібліотеку передали до Одеси. На базі Ерастівського інституту був заснований Одеський сільськогосподарський інститут.

### Діяльність в Катеринославському товаристві «Просвіта»

Павло Тушкан з сином Георгієм. 1929 р.

Тушкан був членом Катеринославської «Просвіти». Виступав на загальних зборах товариства, які відбулися 9 липня 1917 у залі третьої жіночої гімназії. 

«Голова зборів П. Ф. Тушкан дав докладний огляд українського руху з початку революції до наших днів і оголосив обидва універсала Української Центральної Ради, які збори вислухали стоючи»,

— писав «Вістник товариства «Просвіта» у Катеринославі». 
Тушкан увійшов до складу Української Центральної Ради, обраної Всеукраїнським національним конгресом 8 квітня 1917 року.
За спогадами дочки Єлизавети, з появою в музеї технікуму спогадів ветерана Пестушка, «у технікумі будуть про батька знати. В їх уявленні Тушкан у 1918 покинув школу й зник у просторі. Поїхав він зі школи, позаяк поміщики ухвалили його вбити, як каламутника, а учні попередили його про це».
Зникнення Тушкана у 1918 році з Ерастівки в Крим (у Судаку мав дачу) — цікавий і досі малоз'ясований момент. Напевне, в ньому віддзеркалилися політичні розбіжності з поміщиком Ерастом Бродським, який значною мірою фінансував училище і чиє ім'я від 1916 року воно носило. Отже, звісно, це були політичні антиподи. Тушкан — республіканець і соціаліст, член Центральної Ради від 1917 року, а опікун училища Ераст Бродський був одним з чільних діячів хліборобського конгресу, який у квітні 1918 року після повалення Центральної Ради обрав гетьманом Павла Скоропадського. До президії конгресу 29 квітня 1918 року обрано по два представники від семи губерній України. І лише Катеринославщину представляла одна особа — Ераст Бродський. Звісно, ця людина не могла толерувати політичних поглядів значною мірою підлеглого йому Тушкана.
Підтверджує ці здогади і лист Єлизавети Тушкан, який наводиться у книзі «П'ятихатські самоцвіти»: 

«В 1917 році Павло Федорович часто виступав на мітингах, говорив він про землю. Тоді ж почалися розмови про переобрання директора училища. Не офіційні, кулуарні. Цікавилися, де Павло Федорович взяв гроші на придбання кримської дачі у Судаку. Дача була куплена у 1907 (чи шостому) році в кредит, який поступово сплачувався (про це знали попечитель і земство). Це — однокімнатний одноповерховий татарський будинок з садком. Поступово його збільшили до трьох кімнат з верандою (саман і черепиця). Ніколи її не реквізували, як великі дачі. А німці зруйнували у 1941 році». Тушкан знав про ці розмови і казав: «Порушать питання офіційно, тоді пред'явлю документи». 

Але довелося остерігатися іншого.
Взимку 1918 рокуучні попередили директора, що поміщики затівають проти нього щось недобре, як проти збурювана спокою. Тієї ж ночі він поїхав до Києва. А родина, залишивши речі в Ерастівці, влітку оселилася в Судаку. Глава сім'ї не затримався в Києві, оскільки розгорілася громадянська війна і влаштуватися працювати на сільськогосподарському факультеті не було змоги. Тому з великими труднощами дістався до Судака. А Ерастівкою покотилася чутка, що він утік з білогвардійцями і речі його реквізуються. 

«Міліція відвезла залишки майна у Божедарівку і Саксагань, — писала про те непорозуміння Єлизавета Тушкан. — Треба було рятувати не речі, а добре ім’я. Павло Федорович зібрав необхідні документи, з якими послав мене в училище. Був грізний наказ міліції повернути речі. Втеча з білими спростована. Батько вчителював у Судаку, викладаючи географію і політграмоту».

Павло Тушкан.

Але і в Судаку було неспокійно. У 1919 році місто опинилося під владою білогвардійців. За спогадами Юрія Покальчука, в цей час Юлія Платонівна Тушкан разом з дітьми Юрком і Єлизаветою мешкала у Полтаві, а Тушкан з меншою дочкою Оксаною — в Судаку.
Перебування з батьком у Криму наклало на світогляд Оксани величезний слід. Тушкан дуже цікавився індійською філософією, навіть перекладав українською мовою «Бгагаватгіту» (з російської) — частина рукопису збереглася. Тушкан вів щоденник до останніх днів 1941—1942. Серед записів за 1942 рік є посилання на те, що він читає «Життя Будди» Ашвагоші в перекладі російською К. Бальмонта, 1913 року видання.
Владу в Криму у 1920 році знов захоплюють більшовики і знов ллються потоки крові. Так, у грудні того ж року в Судаку заарештовано батька п’ятьох дітей графа Ростислава Капніста. Менше як через місяць, у січні 1921 його розстріляє ЧК.
Тим часом хрещеник Яворницького Юрко Тушкан у 1921 організував у Судаку комсомольський осередок і був першим його секретарем. Створив озброєний загін комсомольців для боротьби з рештками білогвардійців, які переховувалися у Кримських горах і лісах. Було йому тоді 15 років.

### Смерть
Павло Тушкан помер у лютому 1942 року від виснаження і крововиливу в мозок відразу ж після арешту його німцями в окупованому Харкові. Там і похований.

### Доля сина Павла Тушкана
Син Тушкана Георгій (Юрій) народився 6 лютого 1906 року у Полтаві. Закінчив Катеринославську 1-шу класичну чоловічу гімназію, Уманське середнє сільськогосподарське училище. У 1926—1929 роках навчався в Харківському інституті зернових культур. Працював в Українському науково-дослідному інституті економіки і організації сільського господарства. Брав участь в екологічному обстеженні Турксибу. Від 1933 року мешкав у Москві. Лаборант, потім асистент Московської сільськогосподарської академії імені К. А. Тимірязєва. Потім перейшов у систему Всесоюзної академії сільськогосподарських наук імені Леніна. Працював на Памірі, в Алтайській долині на дослідній сільськогосподарській станції. У 1937 році у співавторстві з М. Лоскутовим надрукував повість «Голубий берег». У 1938—1941 роках багато мандрує Середньою Азією.
Вивчивши історію і життя її народів, написав роман «Джура», який став широко відомим і був екранізований. Під час Другої світової війни пішов добровольцем на фронт. Як офіцер-артилерист, тяжко поранений і контужений. Перемогу зустрів на Ельбі, нагороджений трьома бойовими орденами. Після війни багато мандрував по СРСР (Памір, Кавказ, Крим, Північ) і за кордоном (Ліван, Єгипет, Бельгія, Франція, Італія, Греція, Туреччина, США). По війні з-під пера Ю. Тушкана вийшли книги «Розвідники зеленої країни», «Чорний смерч», «Птахи летять на північ», «Мисливці за «ФАУ», «Друзі і вороги Русакова». Він подав до друку останній роман «Перший постріл». Але надрукованим його не побачив: раптово помер 11 березня 1965 року.

## Родина
- дружина — Юлія Бровко.
- діти — Єлизавета, Георгій, Оксана.
- онуки — Юрко Покальчук, Олег Покальчук.

## Вшанування пам'яті
У місті Дніпро вулицю Вільямса перейменували на вулицю Павла Тушкана.